# Allgemeiner Deutscher Musiker-Verband
Der Allgemeiner Deutscher Musiker-Verband wurde 1872 gegründet. Die freie Gewerkschaft organisierte vorwiegend Musiker in Militärkapellen im Deutschen Kaiserreich.

## Geschichte
Die Gewerkschaft wurde am 12. September 1872 in Berlin gegründet.
Der Verband war Mitglied in der Generalkommission der Gewerkschaften Deutschlands. 
Nach dem Ersten Weltkrieg fusionierte die Gewerkschaft mit dem Zentralverband der Zivilmusiker Deutschlands und zum 1. Juli 1919 der Deutsche Musiker-Verband gegründet.